# Bekzod Abdurakhmonov
Bekzod Abdurakhmonov (Taskent, 1990. március 15. –) üzbég szabadfogású birkózó. A 2018-as birkózó-világbajnokságon a bronzéremért mérkőzött a 74 kg-os súlycsoportban, szabadfogásban, melyet megnyert. 2016-ban bronzérmet szerzett az Ázsia Bajnokságon a 61-kg-os súlycsoportban. 2014-ben az Akadémiai bajnokságon 61 kg-os súlycsoportban aranyérmes lett.

## Sportpályafutása
A 2018-as birkózó-világbajnokságon a 74 kg-os súlycsoportban, szabadfogásban a bronzmérkőzés során a török Soner Demirtas volt az ellenfele. A mérkőzést Bekzod nyerte 3–2-re.